# Matara suturalis
Matara suturalis är en stekelart som först beskrevs av Brulle 1846.  Matara suturalis ingår i släktet Matara och familjen brokparasitsteklar. Inga underarter finns listade i Catalogue of Life.